# Cipla
Cipla Limited — международная индийская фармацевтическая компания со штаб-квартирой в Мумбаи. Специализируется на производстве дженериков (более 1500 наименований). Основными рынками являются Индия, США и ЮАР.

## История
Компания была основана в 1935 году под названием Chemical, Industrial & Pharmaceutical Laboratories (Химические, промышленные и фармацевтические лаборатории); позже в 1984 году, название было сокращено до Cipla. В 1985 году продукция компании была допущена на рынок США. В 2013 году была куплена южноафриканская компания Medpro. В 2015 года были куплены две компании, базирующиеся в США: InvaGen Pharmaceuticals и Exelan Pharmaceuticals (в сумме за 550 млн долларов).

## Собственники и руководство
Компанию основал Кхваджа Абдул Хамиед (Khwaja Abdul Hamied, 1898—1972). С 1972 года пост главы компании занимает его старший сын Юсуф Хамиед (Yusuf Hamied, род. 25 июля 1936 года). Семья Хамиедов, которой принадлежит 40 % акций компании, входит в сотню богатейших людей Индии. За выпуск на рынок дешёвых аналогов популярных лекарств, в частности для лечения СПИДа Юсуф Хамиед получил прозвище «лекарственного пирата».

## Деятельность
Производственные мощности компании находятся в Индии, США, ЮАР, Уганде и Марокко (всего около 40 фабрик).
Географическое распределение выручки за 2020/21 финансовый год:
- Индия — 40 %;
- Северная Америка — 21 %;
- Африка — 18 %;
- новые рынки (Латинская Америка, Азиатско-Тихоокенский регион) — 10 %;
- Европа — 5 %;